# Kalpaki (Zakynthos)
Kalpaki  este un oraș în Grecia în prefectura Zakynthos.